# Cure for Pain
Cure for Pain (с англ. — «Болеутоляющее») — второй студийный альбом американской рок-группы Morphine, вышедший в 1993 году.
В 2014 году альбом занял 8-ю позицию в рейтинге «10 самых недооценённых альбомов альтернативного рока 90-х». В поддержку альбома в 1994 году Morphine выступили на фестивале Pinkpop.
Композиции «Sheila», «Let’s Take A Trip Together», «In Spite of Me», «Mary, Won’t You Call My Name» звучат в независимом фильме «Раскрепощение». «Buena» звучит в фильме «Нечего терять» и в первом сезоне Клана Сопрано.
На момент 1995 года альбом был продан в количестве 300 000 экземпляров по всему миру

## Список композиций
| №   | Название                       | Автор(ы) | Длительность |
| --- | ------------------------------ | -------- | ------------ |
| 1.  | «Dawna»                        | Сандман  | 0:44         |
| 2.  | «Buena»                        | Сандман  | 3:19         |
| 3.  | «I'm Free Now»                 | Сандман  | 3:24         |
| 4.  | «All Wrong»                    | Сандман  | 3:40         |
| 5.  | «Candy»                        | Сандман  | 3:14         |
| 6.  | «A Head with Wings»            | Сандман  | 3:39         |
| 7.  | «In Spite of Me»               | Сандман  | 2:34         |
| 8.  | «Thursday»                     | Сандман  | 3:26         |
| 9.  | «Cure for Pain»                | Сандман  | 3:13         |
| 10. | «Mary Won't You Call My Name?» | Сандман  | 2:29         |
| 11. | «Let's Take a Trip Together»   | Сандман  | 2:59         |
| 12. | «Sheila»                       | Сандман  | 2:49         |
| 13. | «Miles Davis' Funeral»         | Сандман  | 1:41         |

## Участники записи
- Марк Сэндман — вокал, 2-струнный слайд-бас, орган
- Дэна Колли[англ.] — баритоновый саксофон, теноровый саксофон, бэк-вокал
- Жером Дюпри — ударные
- Билли Конвэй — ударные (треки 8, 9, 11)
- Джимми Райан — мандолина (трек 7)
- Кен Винокур — перкуссия (трек 13)